# Марьино (Северо-Восточный административный округ)
Марьино — бывшая деревня в России, вошедшая в состав Москвы в 1917 году.

## Географическое расположение
Деревня Марьино находилась на севере Москвы, там, где сейчас находится Калибровская улица. Деревня входила в состав села Останкино.

## История
Деревня Марьино известна с XVII века, когда она была еще слободкой Марьино при боярине Иване Борисовиче Черкасском.
В 1646 году в деревне насчитывалось 80 дворов, в которых проживало 202 человека. Здесь жили квасники, холщевики, овчинники, котельники и другие ремесленники. В 1651 году согласно Соборному уложению 1649 года всех ремесленников из Марьино переселили в столицу.
В петровские времена количество жителей деревни значительно сократилось, по документам 1709 года в 35 дворах Марьино проживало только 53 души мужского пола, 6 дворов были пустые, 2 двора нищие.
С 1743 года деревня числилась за родом Шереметевых, здесь жили ремесленники, которые обслуживали хозяйство Останкинского двора: резчики, позолотчики, иконники, слесари, столяры, сапожники, ткачихи и вязальщицы. Половина крестьян облагалась барщиной, а другая половина — оброком. В конце XVIII века двери и мебель в строящемся Останкинском дворце делали марьинские крестьяне Иван Мозжухин, Пряхин и Мочалин. К концу XIX века в деревне насчитывалось 358 человек.
В начале XIX века деревня стала популярным дачным местом. Здесь бывали известные люди, например, композитор А. Е. Варламов, который написал в Марьино песню «Красный сарафан». Марьино пользовалось успехом из-за прилегающей рядом Марьиной рощи, где с давних времен был густой лес с грибами и ягодами.
В 1851 году через рощу прошла Николаевская железная дорога, рощу стали вырубать, это отразилось на жизни деревни, вся округа оглашалась свистками паровозов.
В 1880-е годы Шереметьевы вырубили остатки рощи, вскоре на этой территории появились первые промышленные предприятия: кондитерская фабрика Марии Струккен, столярно-мебельная фабрика В. С. Савельева, льнопрядильная фабрика М. С. Дымшица. С этого времени Марьина Роща стала одной из фабричных окраин Москвы.
Деревня Марьино существовала до советского времени. После Октябрьской революции крестьянам пришлось искать работу в Москве и на близлежащих фабриках. В 1926 году Марьино было электрифицировано.
Деревня вошла в состав Москвы в 1917 году.
В 1932 году около деревни построили завод по производству точных измерительных приборов «Калибр».

## Память
Названия Марьиной Рощи и Марьина остались в названиях улиц и проездов:
- 2-я улица Марьиной Рощи
- 3-я улица Марьиной Рощи
- 4-я улица Марьиной Рощи
- 1-й проезд Марьиной Рощи
- 2-й проезд Марьиной Рощи
- 3-й проезд Марьиной Рощи
- 4-й проезд Марьиной Рощи
- 5-й проезд Марьиной Рощи
- 6-й проезд Марьиной Рощи
- Большая Марьинская улица
- Улица Годовикова первоначально имела название Малая Марьинская